# Zou Ting-wei
Zhou Zong-sheng (chino simplificado: 邹宗胜) más conocido como Zou Ting-wei (chino simplificado: 鄒廷威), es un actor chino.

## Biografía
Se entrenó en el Central Academy of Drama.

## Carrera
En octubre del 2011 se unió al elenco de la serie Rainbow Sweetheart donde dio vida a Xiu Kai, el mejor amigo de Shao Feng (Jimmy Lin).
En marzo del 2016 se unió al elenco de la serie The Ladder of Love donde interpretó a Lu Feng, uno de los amigos de Zhang Haotian (Ray Cheung).
El 21 de febrero del 2018 se unió al elenco de la serie The Legend of Dugu donde dio vida a Yuwen Yu, el Emperador Ming del norte de Zhou, así como el hijo mayor de Yuwen Tai (Su Mao) y el esposo de Dugu Banruo (Ady An), quien asciende al trono después de la abolición de su hermano Yuwen Jue (Li Ruichao).
En marzo del mismo año se unió al elenco recurrente de la serie Siege in Fog donde interpretó al ingenioso Yi Lianshen, el segundo maestro de la casa Yi, un hombre intrigante y hambriento de poder, que planea usurpar la herencia de la familia..
En agosto del mismo año se unió al elenco de la serie Ashes of Love (también conocida como "Heavy Sweetness, Ash-like Frost") donde dio vida a Qi Yuan / Mu Ci, un miembro de la tribu reaper que es enviado por la Emperatriz Celestial para vigilar el reino demoníaco, pero que en el proceso termina enamorándose de la Princesa Liu Ying (Chen Yuqi), hasta los últimos episodios de la serie agosto del mismo año, después de que su personaje muriera mientras intentaba salvar a Ying. 
En julio del 2019 se unió al elenco principal de la serie Another Me donde interpretó al empresario Han Dong, hasta el final de la serie en agosto del mismo año.
El 28 de mayo del 2020 se unió al elenco principal de la serie And The Winner Is Love (月上重火) donde dio vida a Mu Yuan, el guardián del Palacio Chonghuo y el responsable de robar su preciado manual de artes marciales, quien está enamorado de la joven señora del palacio Chong Xuezhi (Chen Yuqi), hasta el final de la serie en junio del mismoa ño.
El 8 de junio del mismo año se unió al elenco de la serie Love in Between donde interpreta a Wen Sizhou, hasta ahora.
Ese mismo año se unirá al elenco de la serie Eighteen Springs donde dará vida a Xu Shuhui, el mejor amigo de Shen Shijun (Jiang Xin).

## Filmografía

### Series de televisión
| Año             | Título                               | Personaje       | Notas        |
| --------------- | ------------------------------------ | --------------- | ------------ |
| 2020 - presente | One Inch of Yearning                 | Wen Siyuan      |              |
| 2020 - presente | Eighteen Springs                     | Xu Shuhui       |              |
| 2020 - presente | Hello, My Shining Love               | Zhao Yucheng    |              |
| 2020 - presente | Love in Between                      | Wen Sizhou      |              |
| 2020            | And The Winner Is Love               | Mu Yuan         |              |
| 2019            | Another Me                           | Han Dong        | 53 episodios |
| 2018            | Ashes of Love                        | Qi Yuan / Mu Ci |              |
| 2018            | Siege in Fog                         | Yi Lianshen     |              |
| 2018            | The Legend of Dugu                   | Yuwen Yu        |              |
| 2016 - 2017     | The Legend of Flying Daggers         | Eunuco Gao      |              |
| 2017            | Taichi Master                        | Zhang Tianxing  |              |
| 2016            | The Mystic Nine                      | Jiushan Meizhi  |              |
| 2016            | The Ladder of Love                   | Lu Feng         | 69 episodios |
| 2015            | There Will Be Fireworks              | Li Jianyu       |              |
| 2015            | Gorgeous Workers                     | Sun Qiang       |              |
| 2014            | Term of Validity for Love            | Li Yichuan      | 32 episodios |
| 2013            | Our Love                             | Yang Ming       | 36 episodios |
| 2011            | Xiao Ju's Spring                     | Hao Tianlei     | 36 episodios |
| 2011            | Rainbow Sweetheart                   | Xiu Kai         | 35 episodios |
| 2009            | The Heaven Sword and Dragon Saber    | Wei Bi          |              |
| 2009            | New Four Generations Living Together | Qi Ruiquan      |              |

### Películas
| Año  | Título                               | Personaje  | Notas                                                           |
| ---- | ------------------------------------ | ---------- | --------------------------------------------------------------- |
| 2007 | Love in Chengdu                      | -          |                                                                 |
| 2006 | To Whom Should I Offer my First Kiss | -          |                                                                 |
| 2003 | Cell Phone (手机)                    | Estudiante | junto a Ge You, Xu Fan, Zhang Guoli, Fan Bingbing y Zhang Hanyu |
| -    | A Small Bowl of Porridge             | -          |                                                                 |

## Discografía
| Año  | Canción             | Álbum                 | Notas |
| ---- | ------------------- | --------------------- | ----- |
| 2018 | Drunk Song (醉狂歌) | OST de "Siege in Fog" |       |

## Premios y nominaciones
| Año  | Categoría      | Premio                                   | Trabajo       | Resultado |
| ---- | -------------- | ---------------------------------------- | ------------- | --------- |
| 2012 | Best New Actor | Jury Award - Domestic TV series Ceremony | Mu Qin Mu Qin | Nominado  |